# 碁経衆妙
『碁経衆妙』（ごきょうしゅうみょう、棋经众妙）は、1812年（文化9年）に成立した、囲碁家元・林家11世林元美編纂による、日本の最も代表的な詰碁の古典。「内容が妙に高遠ではなく、アマチュアにも容易に受け入れられて、しかもそんじょそこらの実戦に現れそうな形が少なくない」（前田陳爾）という、基本的な詰碁と手筋が集められているのが特徴である。
囲碁の四大古典（玄玄碁経、官子譜、囲碁発陽論）の一つに数えられている。四大古典の中では、玄玄碁経と共に取り組みやすいものとされている。そのため、初心者から学べる死活・手筋問題集として再三にわたって出版されてきた。

## 構成
- 生之部
- 死之部
- 劫之部
- 攻之部
- 追落之部
- 盤之部
- 夾・點・続・断・征之部

## 出版物
- 『碁経衆妙』（囲碁名著文庫6）池田書店　1983年
- 『応用死活集 : 新訂碁経衆妙. 〔上〕〔下〕 』（高川秀格解説）東京創元社　1956-57年
- 林元美／橋本宇太郎『改訂・碁経衆妙―詰碁の原典 』 ISBN 978-4381079725 （山海堂 2004年）
- 林元美／高木祥一解説『碁経衆妙　上下　原本現代訳』 ISBN 978-4315510256 ISBN 978-4315510263 （教育社新書 1989年）
- 『呉清源の碁経衆妙』三堀将編集、全4巻、池田書店　1974年
- 篠原正美『詰碁のいろは-碁経衆妙より-　ゴ・スーパーブックス32 』 （日本棋院　1976年）
- 林漢傑『古典詰碁の魅力』（日本棋院　2017年）